# Opal Kunz
Opal Kunz (* 6. November 1894 in Arkansas; † 15. Mai 1967 in Auburn, Kalifornien), geborene Opal van Zandt Giberson, war eine frühe amerikanische Fliegerin, erste Präsidentin der Ninety Nines, einer Pilotenorganisation für Frauen, die in ihrem Wohnzimmer gegründet wurde, und eine frühe Feministin.

## Leben
1923 heiratete sie George Frederick Kunz, einen Edelsteinexperten und Vizepräsidenten von Tiffany & Co. Nach sieben gemeinsamen Jahren erklärte George Kunz gegenüber der Presse, dass die Ehe im Januar 1930 annulliert worden sei. Die Anfrage zur Annullierung der Ehe ging ursprünglich von Opal Kunz aus, aber da die Dokumente noch immer nicht öffentlich sind, sind auch die Details zur Scheidung nicht bekannt. Damit es nicht zu einem öffentlichen Prozess kam, wurde die Annullierung durch einen Richter des Supreme Court ausgesprochen. Im Rahmen ihrer gütlichen Einigung blieb Opal Kunz im ehelichen Appartement wohnen, sorgte für ihren ehemaligen Ehemann und nahm weiterhin die Rolle der Gastgeberin wahr. In seinem Testament vermachte er ihr die Hälfte des Appartements in New York City und seine Beteiligung an Tiffany & Co. Als vielfache Fliegerin sagte Opal Kunz über sich selbst, dass ihre lange Abwesenheit es ihr unmöglich mache eine gute Ehefrau zu sein.
Auch als sie geschieden waren, war George Kunz noch stolz auf seine frühere Ehefrau. Einige Monate nach der Trennung schlug er vor, dass sie mit ihrem Flugzeug ein Mitglied der Amateur Astronomers Association of Pittsburgh fliegt, damit dieser eine partielle Sonnenfinsternis fotografieren könne.
Sie starb alleine in ihrem Zuhause in Auburn am 15. Mai 1967 und wurde auf dem Friedhof Old Auburn Cemetery begraben.
Obwohl ihre Sozialversicherungskarte aussagt, dass sie 1894 geboren wurde, steht in ihrem Totenschein als Geburtsjahr 1896.

## Wirken
Als Fliegerin investierte sie viel Zeit und Geld in diese Beschäftigung. „Ich lernte das Fliegen als eine Sportlerin im Interesse der nationalen Sicherheit [sic]. Meine Flugzeuge hießen immer Betsy Ross. Mein Ehemann war Edelsteinexperte und Vizepräsident von Tiffany & Co. in New York City. Nie bin ich für eine andere Firma geflogen, da mein Mann in der Lage war, meinen Weg zu finanzieren... Ich habe eine große Sammlung von Zeitungsausschnitten aller Zeitungen dieses Landes... All diese Werbung wurde von der Presse freiwillig gegeben - Es wurden keine Werbeagenturen beschäftigt. Ich war die erste Frau, die mit einem Mann in einem Wettbewerb gestartet ist. Es war die ‚American Legion Air Meet in Philadelphia‘ Ich hatte das schnellste Flugzeug und habe den Wettbewerb gewonnen...“ In einem anderen Brief schrieb sie: „Ich war die erste Frau, die mit Männern in dem offenen Wettbewerb der American Legion Benefit Air Meet am 7. April 1930 gestartet ist. Ich habe den ersten Platz gewonnen.“

### Betsy Ross Air Corps
Sie war auch Organisatorin zweier anderer Fliegerklubs für Frauen, dem „Betsy Ross Air Corps“ und der „Lady Birds“. Die Betsy Ross Air Corps wurden als halbmilitärischer Dienst gegründet, um den Army Air Corps zu unterstützen und um in Zeiten der Not, bei Überflutungen, Erdbeben usw., zu helfen.

### Powder Puff Derby
„The First Women's Transcontinental Air Derby“ auch „Women's Air Derby“ startete auf dem Clover Field in Santa Monica in Kalifornien, Ziel war Cleveland in Ohio. Zu dieser Zeit gab es nur 70 lizenzierte weibliche Piloten in den Vereinigten Staaten. Davon waren nur 40 in diesem Wettbewerb startberechtigt. Es wurden mehr als 500.000 Karten für dieses Rennen verkauft und die Flugshow dauerte zehn Tage. Flüge durften nur tagsüber stattfinden. Die Pilotinnen navigierten durch Koppelnavigation und unter Verwendung gewerblicher Straßenkarten.
Von Anfang an gab es Sexismus gegen die startenden Frauen. Eine der Bedingungen war, dass die Flugzeuge eine Leistungsstärke besitzen mussten, die den „Frauen angepasst“ war. Kunz besaß und flog ihre eigene Maschine. Dieses war nicht erlaubt, da die Richter das Flugzeug für zu schnell für eine Frau befanden. Ihr wurde mitgeteilt, dass ihr Flugzeug für eine Frau zu schnell und zu schwierig zu handhaben sei und sie müsse sich ein anderes besorgen oder dem Wettbewerb fernbleiben. Deshalb kaufte sie sich eine Maschine mit geringerer Leistung, da sie die 25.000 $ Preisgeld gewinnen wollte.  Kunz errang den achten Platz. Louise Thaden gewann das Rennen.

### Zweiter Weltkrieg
Kurz vor Beginn des Zweiten Weltkriegs erneuerte Opal Kunz ihre Pilotenlizenz. Sie begann Flugschüler am Arkansas State College auszubilden. Später zog sie nach Rhode Island und mit Beginn des Zweiten Weltkriegs wurde sie Ausbilderin am Rhode Island State Airport for Navy cadets und dem von der Regierung bezahltem Civilian Pilot Training Program (CPTP). Während des Kriegs bildete sie über 400 junge Männer aus.
Nach dem Krieg wurde sie Inspektorin für die Aerojet-General Corporation in Kalifornien. Sie heiratete nicht erneut und lebte alleine in ihrem Haus mit drei Hunden.